# Onrust (uurwerk)

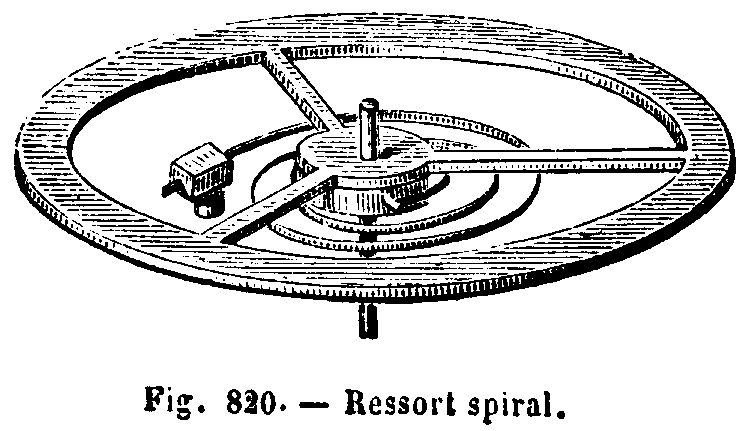
Onrust met spiraalveer

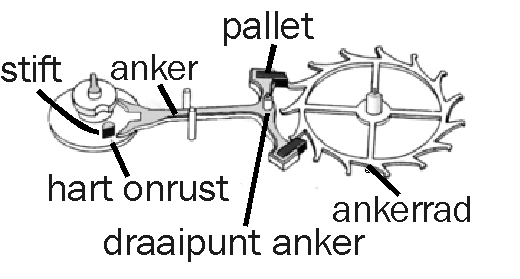
onrust aandrijving

De onrust bepaalt de snelheid waarmee een mechanisch uurwerk loopt.
De onrust bestaat uit een (meestal uitgebalanceerd) wieltje, gekoppeld aan een spiraalveer, dat met heel nauwkeurig bepaalde resonantiefrequentie heen en weer draait. Een uiteinde van de spiraalveer is meestal via een stelschroef met het chassis van het uurwerk verbonden. Met de stelschroef kan de rustpositie van de onrust worden ingesteld. De andere kant van de spiraalveer is met het wieltje verbonden.
De onrust blijft bewegen, omdat het anker, dat ook om een asje draait, en op zijn beurt weer met een ankerrad is verbonden, de onrust steeds een klein zetje geeft. Het middelste deel van de onrust dat om de as draait heeft een klein pennetje (steentje in horloges), dat in een vork van het anker valt. Telkens als dit stiftje door de vork heen draait, wordt het anker in een andere positie gezet. Daarbij gaat het ankerrad steeds een half tandje verder. Een van beide palletten ligt daarbij tegen een tand van het ankerrad. Het ankerrad is via een raderwerk verbonden met een spiraalveer of met een gewicht, die de kracht levert die nodig is om de beweging in gang te houden. Het raderwerk drijft ook de wijzers van het uurwerk aan.

De onrust levert bij elke beweging eerst zelf de energie, die nodig is om de wrijving van het pallet over de tand van het ankerrad te overwinnen. Zodra de tand gaat bewegen over de kopse kant van het pallet levert het ankerrad weer (meer) energie terug aan de onrust om zo de energie die verloren gaat bij elke cyclus ten gevolge van wrijving te compenseren. 
Het tikken van een klok of horloge met een onrust wordt veroorzaakt door het slaan van de tanden van het ankerrad tegen het anker en van de stift van de onrust tegen de vork van het anker.
Er zijn ook klokken gemaakt met een onrust waarop een magneetje is aangebracht en waar een kleine elektromagneet, gevoed uit een batterij, en geschakeld door een transistor, steeds kleine impulsen aan de onrust geeft. 
Er bestaan veel andere vormen van onrust aandrijvingen, zie de Duitse artikelen over dit onderwerp.
Tegenwoordig wordt de snelheid waarmee klokken en horloges lopen vaak bepaald door een kwartskristal.